# Aimeé García Marrero
Aimeé García Marrero (nacida en 1972) es una pintora cubana y artista de técnica mixta. Ha exhibido su trabajo internacionalmente y ha participado en varios bienales de arte. García Marrero vive en La Habana.

## Biografía
Aimeé García Marrero nació en 1972 en Limonar, Matanzas, Cuba. Se graduó en 1991 de la Escuela Profesional de Artes Plásticas en Camagüey; posteriormente estudió en el Instituto Superior de Arte y se graduó en 1996.
De abril a mayo de 2016, García Marrero expuso una pieza de arte público en Times Square en Manhattan titulada Tiempos de Silencio, estuvo expuesta como parte del Times Square Arts . El trabajo estaba compuesto de 6 paneles con collages de papel e hilo de bordar montados en vitrinas de exhibición.
Ha participado en varios bienales internacionales incluyendo el 57.º Bienal de Venecia en 2017; el Bienal de La Habana en 1995, 2012, y 2015; el Bienal de Cuenca en 1998; el Bienal de Gwangju en 1997; y el Bienal de Pintura del Caribe y Centro América en 1996.
Su trabajo se encuentra en colecciones de museos, incluyendo en el Museo de Arte de Fralin en la Universidad de Virginia; el Museo de Arte Pérez Miami; el Museo Nacional de Bellas Artes (Cuba); el Museo de Arte de la Universidad Estatal de Arizona; El Museo del Barrio; Museo de Bellas Artes Cubanas, Viena; y Museo de Arte Jordan Schnitzer de la Universidad de Oregón.